# 喜马拉雅肋柱花
喜马拉雅肋柱花（学名：Lomatogonium caeruleum）为龙胆科肋柱花属下的一个种。

## 扩展阅读
維基物種上的相關：喜马拉雅肋柱花